# Guillermo González Calderoni
Pour les articles homonymes, voir Calderoni.
Guillermo González Calderoni (né en 1949 - assassiné le 5 février 2003 à McAllen (Texas)) est un ex-commandant de la police judiciaire fédérale mexicaine, et l'un des hommes forts du procureur général du Mexique qui alla jusqu'à accuser Raúl Salinas de Gortari (en), frère de l'ancien président Carlos Salinas, d'être impliqué dans le trafic de stupéfiants. Il fit lui-même l'objet de diverses accusations de corruption.

## Biographie
En avril 1987, alors commandant dans l'État du Tamaulipas, il réussit, avec l'aide du FBI, à capturer et tuer le parrain Pablo Acosta Villarreal, alors à la tête du cartel de Juarez. Cependant, un câble du FBI de 1986 le décrivait déjà comme corrompu durant la période pendant laquelle il dirigeait la lutte contre les narcotrafiquants. Le commandant favorisera ainsi le trafiquant du Tamaulipas, Juan García Abrego, qui profitera du déclin des trafiquants du Sinaloa,. 
En avril 1989, il fait arrêter Félix Gallardo, alias El Patron, lequel est inculpé pour l'assassinat d'un agent de la DEA, Enrique Camarena, et d'autres crimes. En 2009, Félix Gallardo écrira une lettre de sa prison, accusant González Calderoni de l'avoir « trahi » et d'avoir entretenu avant son arrestation des contacts avec lui, l'ayant donné aux autorités en raison de fortes pressions. Il l'accuse également de participer au partage des territoires entre mafieux. 
Fin 1992, González Calderoni fuit le Mexique à la suite d'accusations d'enrichissement illicite. Il devient alors informateur de la DEA et du FBI, vivant au Texas, en tant que témoin protégé jusqu'en 1994. Après cette date, il cessa d'être témoin protégé, après qu'une requête d'extradition effectuée par le Procureur général du Mexique échoua en raison d'irrégularités alléguées. Collaborant par la suite avec le FBI et surtout la DEA, en leur offrant des informations sur le trafic de stupéfiants au Mexique, il obtint le statut de résident permanent.
Au début des années 2000, deux de ses anciens collaborateurs lorsqu'il était chargé des écoutes téléphoniques chez le Procureur général, Javier Dávila Cano et Ismael Cantú Lara, ont été assassinés dans la ville frontière de Reynosa (Tamaulipas).. 
Lors de sa mort, Alfonso Navarrete Prida, sous-procureur du temps de Jorge Carpizo McGregor (en) (procureur général de 1993 à 1994), affirma que González Calderoni avait protégé le cartel du Golfe jusqu'en 1992. Des fonctionnaires de Tamaulipas ont évoqué comme motif de son assassinat un possible règlement de comptes avec l'actuel chef du cartel du Golfe, Osiel Cárdenas Guillén.
Une déclaration à la justice, faite en 2009, de Vicente Carrillo Leyva, membre du cartel de Juarez arrêté la même année, le décrit comme un ami d'Amado Carrillo Fuentes, l'un des plus gros parrains du Mexique et successeur de Pablo Acosta, mort en 1997.